# Asura pseudojosiodes
Asura pseudojosiodes là một loài bướm đêm thuộc phân họ Arctiinae, họ Erebidae.